# 河阳节度使
河阳三城节度使，简称河阳节度使，又称怀卫节度使。
776年，设置河阳三城使，779年，设置镇遏使。建中二年（781年）设置节度使，驻守河阳三城，下辖怀州、卫州、郑州、汝州、陕州，郑州归永平军。783年开始长期管辖河阳三城、五县（河阳、河清、济源、温县、王屋）和怀州、卫州。相当于现在河南省黄河故道以北、太行山以南、浚县以西和黄河南岸的孟津县、荥阳市的汜水镇、广武镇等地。785年，设都团练使，796年再设节度使。814年治汝州，818年，汝州归东都畿都防御使，还治河阳。843年改河阳三城设置孟州，同年一度领泽州。

## 历代節度使
- 马燧（776年—779年）
- 路嗣恭（781年—？）
- 李芃（781年—？）
- 李元淳（？—799年）
- 孟元阳（810年）
- 乌重胤（810年—818年）
- 令狐楚（818年—819年）
- 魏义通（819年—820年）
- 田布（820年—821年）
- 郭钊（821年—822年）
- 陈楚（822年—823年）
- 崔弘礼（823年—826年）
- 杨元卿（826年—831年）
- 温造（831年—834年）
- 萧洪（834年—835年）
- 李泳（835年—837年）
- 李执方（837年—843年）
- 王茂元（843年）
- 敬昕（843年—844年）
- 刘沔（844年）
- 石雄（844年—846年）
- 韦处仁（846年？）
- 李珏（848年—849年）
- 李拭（849年—850年）
- 王宰（850年—853年）
- 纥干众（854年—856年）
- 郑鲁（856年）
- 韦澳（857年—859年）
- 王式（860年后—862年前）
- 崔彦昭（869年—871年）
- 穆仁裕（871年—874年）
- 郑延休（874年—879年）
- 李涿（880年）
- 罗元杲（880年）
- 诸葛爽（880年—886年）
- 诸葛仲方（886年）
- 孙儒（886年—887年）
- 李罕之（886年—888年）
- 张全义（888年）
- 丁会（888年）
- 张宗厚（889年）
- 朱崇节（890年、891年）
- 赵克裕（891年—892年）
- 张全义（892年）
- 李继密（898年，权知，遥领）
- 丁会（898年—899年）
- 李罕之（899年）
- 丁会（899年—901年）
- 侯言（900年，留后）
- 孟迁（901年）
- 张汉瑜（903年—905年）
- 王师范（905年—907年）
- 张全义（907年—908年）
- 张归霸（908年—910年）
- 李周彝（李茂贞从弟李茂勋，909年—912年）
- 邵赞（912年）
- 寇彦卿（912年—913年）
- 张宗奭（即张全义，913年）
- 霍彥威（913年—915年）
- 谢彦章（915年—918年）
- 韦坚（918年）
- 赵麓（918年）
- 张继业（923年—924年）
- 张全义（924年—926年）
- 李绍奇（夏鲁奇）（926年）
- 孔勍（927年）
- 赵延寿（927年—929年）
- 康义诚（929年—930年）
- 安崇绪（930年—931年）
- 卢质（931年）
- 石敬瑭（931年—932年）
- 康义诚（932年—934年）
- 安从进（934年—935年）
- 宋审虔（935年—936年）
- 张彦琪（936年）
- 苌从简（936年）
- 安审晖（936年—937年）
- 周瓌（937年）
- 石重信（937年）
- 张继祚（937年）（叛将张从宾所任）
- 侯益（937年—938年）
- 杨光远（938年—940年）
- 石赟（940年—941年）
- 景延广（941年—942年）
- 王周（942年，未赴任）
- 皇甫遇（942年—943年）
- 符彦卿（943年—944年）
- 李建崇（944年—945年）
- 方太（945年）
- 何建（945年）
- 李从温（945年—946年）
- 冯晖（946年）
- 李从敏（946年）
- 崔廷勋（947年）
- 刘铢（947年，未赴任）
- 武行德（947年—948年）
- 李晖（948年—951年）
- 王继弘（951年—952年）
- 王彦超（952年—953年）
- 刘词（953年—954年）
- 白重赞（954年—956年）
- 李继勋（956年—957年）
- 赵晁（957年—960年）
- 祁庭训（961年—965年）
- 张仁超（965年—972年）
- 赵普（973年—977年）

辽朝亦曾任命赵延密（957年在世）为河阳军节度使，任期待考。